# Jump the Gun
Jump the Gun was een Ierse band uit de jaren 80.
Ze vertegenwoordigden Ierland op het Eurovisiesongfestival 1988 dat toen in eigen land gehouden werd met het lied Take him home, ze werden 8ste.
De groep bestond uit Eric Sharpe, Peter Eades, Brian O'Reilly, Ciaran Wilde en Roy Taylor.

## Uitdrukking
To jump the gun is verder een Engelse uitdrukking, die betekent dat je iets hebt ondernomen voor de tijd er rijp voor was.
De uitdrukking werd onsterfelijk gemaakt door een liedje van The Beatles op hun witte dubbel-lp, met name 
"Happiness is a warm gun", geschreven door John Lennon.
Het refrein daarvan is "Mother superior jumps the gun".
Mother superior was John Lennons koosnaampje voor zijn vrouw Yoko Ono.
1965: Butch Moore · 
1966: Dickie Rock · 
1967: Sean Dunphy · 
1968: Pat McGeegan · 
1969: Muriel Day · 
1970: Dana · 
1971: Angela Farrell · 
1972: Sandie Jones · 
1973: Maxi · 
1974: Tina Reynolds · 
1975: The Swarbriggs · 
1976: Red Hurley · 
1977: The Swarbriggs Plus Two · 
1978: Colm Wilkinson · 
1979: Cathal Dunne · 
1980: Johnny Logan · 
1981: Sheeba · 
1982: The Duskeys · 
1984: Linda Martin · 
1985: Maria Christian · 
1986: Luv Bug · 
1987: Johnny Logan · 
1988: Jump the Gun · 
1989: Kiev Connolly & The Missing Passengers · 
1990: Liam Reilly · 
1991: Kim Jackson · 
1992: Linda Martin · 
1993: Niamh Kavanagh · 
1994: Paul Harrington & Charlie McGettigan · 
1995: Eddie Friel · 
1996: Eimear Quinn · 
1997: Marc Roberts · 
1998: Dawn Martin · 
1999: The Mullans · 
2000: Eamonn Toal · 
2001: Gary O'Shaughnessy · 
2003: Mickey Harte · 
2004: Chris Doran · 
2005: Donna & Joe · 
2006: Brian Kennedy · 
2007: Dervish · 
2008: Dustin the Turkey · 
2009: Sinéad Mulvey & Black Daisy · 
2010: Niamh Kavanagh · 
2011: Jedward · 
2012: Jedward · 
2013: Ryan Dolan · 
2014: Can-linn feat. Kasey Smith · 
2015: Molly Sterling · 
2016: Nicky Byrne · 
2017: Brendan Murray · 
2018: Ryan O'Shaughnessy · 
2019: Sarah McTernan · 
2021: Lesley Roy · 
2022: Brooke · 
2023: Wild Youth · 
2024: Bambie Thug · 
2025: Emmy